# Ейнар Ландвік
Ейнар Аслаксен Ландвік (норв. Einar Aslaksen Landvik; 25 березня 1898 року, Квітесейд — 27 листопада 1993 року, Тінн) — норвезький двоборець, стрибун з трампліна, та лижник. Учасник зимових Олімпійських ігор у Шамоні, Голменколленський медаліст. Молодший брат лижника Регнвальда Ландвіка.

## Кар'єра
Привернув до себе увагу, коли посів третє місце у змаганні з двоборства на Голменколленському лижному фестивалі 1920го року.
Через два роки здобув срібну медаль на Чемпіонаті Норвегії з двоборства, який відбувся у місті Евік.
На Олімпійських іграх 1924 року в Шамоні виступав на лижних перегонах та стрибках з трампліна. У обох змаганнях посів п'яте місце.
У 1925 році Ейнар Ландвік знову посів третє місце на Голменколленському фестивалі та отримав Медаль Голменколлена, найпрестижнішу нагороду для норвезьких лижників.
На чемпіонаті світу 1926 року у Лахті здобув бронзові нагороди у двоборстві, поступившись своїм співвітчизникам Йогану Греттумсбротену та Торлейфу Геугу.